# Alloducetia
Alloducetia is een geslacht van rechtvleugeligen uit de familie sabelsprinkhanen (Tettigoniidae). De wetenschappelijke naam van dit geslacht is voor het eerst geldig gepubliceerd in 1992 door Xia & Liu.

## Soorten
Het geslacht Alloducetia  is monotypisch en omvat slechts de volgende soort:
- Alloducetia bifurcata (Xia & Liu, 1992)